# Lac Selby
Lac Selby är en sjö i Kanada.   Den ligger i regionen Estrie och provinsen Québec, i den sydöstra delen av landet, 230 km öster om huvudstaden Ottawa. Lac Selby ligger 164 meter över havet. Arean är 1,3 kvadratkilometer. Den sträcker sig 2,6 kilometer i nord-sydlig riktning, och 1,8 kilometer i öst-västlig riktning.